# Anna Bernholm
Anna Bernholm, née le 5 mars 1991, est une judokate suédoise.

## Palmarès international en judo
| Jeux européens        | Jeux européens | Jeux européens |
| Année                 | Médaille       | Catégorie      |
| --------------------- | -------------- | -------------- |
| 2019                  | bronze         | –70 kg         |
| Championnats d'Europe |                |                |
| Année                 | Médaille       | Catégorie      |
| 2019                  | bronze         | –70 kg         |